# Collaborations (album de Jill Scott)
Albums de Jill Scott
Beautifully Human: Words and Sounds Vol. 2
(2004) The Real Thing: Words and Sounds Vol. 3
(2007)
Collaborations est une compilation de Jill Scott, sortie le 30 janvier 2007.
Cet opus propose des collaborations entre la chanteuse et d'autres artistes figurant déjà sur d'autres albums. On y trouve également deux remixes de Love Rain avec la participation du rappeur Mos Def
L'album s'est classé 3e au Top R&B/Hip-Hop Albums et 12e au Billboard 200.

## Liste des titres
| No  | Titre                                                                                 | Album original                              | Durée |
| --- | ------------------------------------------------------------------------------------- | ------------------------------------------- | ----- |
| 1.  | Love Rain (Head Nod Remix) (featuring Mos Def)                                        | Inédit                                      | 5:02  |
| 2.  | Daydreamin' (Interprété par Lupe Fiasco featuring Jill Scott)                         | Food & Liquor de Lupe Fiasco                | 3:47  |
| 3.  | Good Morning Heartache (Interprété par Chris Botti featuring Jill Scott)              | To Love Again: The Duets de Chris Botti     | 6:10  |
| 4.  | Said Enough (Interprété par les Isley Brothers featuring Jill Scott)                  | Eternal des Isley Brothers                  | 5:02  |
| 5.  | One Time (featuring Eric Roberson)                                                    | Bande originale du film Les Pieds sur terre | 3:51  |
| 6.  | Let Me (Interprété par Sergio Mendes featuring Jill Scott et will.i.am)               | Timeless de Sergio Mendes                   | 4:02  |
| 7.  | 8 Minutes to Sunrise (Interprété par Common featuring Jill Scott)                     | Bande originale du film Wild Wild West      | 4:26  |
| 8.  | Funky for You (Interprété par Common featuring Bilal et Jill Scott)                   | Like Water for Chocolate de Common          | 5:51  |
| 9.  | Sometime I Wonder (Interprété par Darius Rucker featuring Jill Scott)                 | Back to Then de Darius Rucker               | 4:11  |
| 10. | Slide (Interprété par Jeff Bradshaw featuring Jill Scott)                             | Bone Deep de Jeff Bradshaw                  | 4:21  |
| 11. | The Rain (Interprété par Will Smith featuring Jill Scott)                             | Willennium de Will Smith                    | 4:33  |
| 12. | God Bless the Child (Interprété par George Benson et Al Jarreau featuring Jill Scott) | Givin' It Up de George Benson et Al Jarreau | 3:37  |
| 13. | Kingdom Come (Interprété par Kirk Franklin featuring Jill Scott)                      | Bande originale du film Kingdom Come        | 4:28  |
| 14. | Love Rain (Coffee Shop Mix) (featuring Mos Def)                                       | Inédit                                      | 4:16  |